# Museo Arqueológico de Niğde
El Museo Arqueológico de Niğde (en turco, Niğde Müzesi) es uno de los museos arqueológicos de Turquía. También tiene una sección de etnografía. Está ubicado en la ciudad de Niğde, situada en la provincia de su mismo nombre. Fue inaugurado en 1957 y en 1977 se trasladó a un nuevo edificio. En 2001, tras una reorganización de la exposición, se volvió a abrir al público.

## Colecciones
El museo contiene una colección de objetos arqueológicos procedentes de la región en torno a Niğde que abarca periodos comprendidos entre el paleolítico y la actualidad. Consta de seis salas de exposición. La sala I alberga objetos de los periodos paleolítico, neolítico y calcolítico, entre ellos herramientas de obsidiana, figurillas y vasijas. También se expone la recreación de una casa calcolítica. La sala II contiene objetos procedentes de la Edad del Bronce y de la época en la que se establecieron colonias asirias en Anatolia. La sala III expone piezas del periodo posterior a la caída del imperio hitita, en la que florecieron los reinos neohititas y de Frigia, del primer milenio a. C. Entre ellos hay estelas, inscripciones, cerámica frigia, hallazgos del túmulo de Kaynarca y una estatua de dos leones procedente de Göllüdağ. En la sala IV se exhiben esculturas, estelas, sellos, piezas de cerámica y de vidrio, entre otros objetos procedentes de los periodos helenístico, romano y bizantino. La sala V alberga monedas ordenadas cronológicamente desde la época de la Antigua Grecia hasta el periodo islámico y momias medievales. La sala VI contiene objetos etnográficos de la región, como adornos, alfombras, joyas y armas, entre otros objetos.
|                                  |
| Estatua del periodo calcolítico. |

|                                                                   |
| Pieza de cerámica procedente de la época de las colonias asirias. |

|                                              |
| Estatua de dos leones del periodo neohitita. |

|                |
| Momia infantil |